# American Gothic (album)
Pour les articles homonymes, voir American Gothic.
Albums de David Ackles
Subway to the Country
(1969) Five & Dime
(1973)
American Gothic est un album de David Ackles, sorti le 4 juillet 1972.

## L'album
Il atteint la 167e place du Billboard 200 et fait partie des 1001 albums qu'il faut avoir écoutés dans sa vie. 

### Titres
Tous les titres sont de David Ackles. 
| No  | Titre                       | Durée |
| --- | --------------------------- | ----- |
| 1.  | American Gothic             | 3:22  |
| 2.  | Love's Enough               | 3:19  |
| 3.  | Ballad of the Ship of State | 4:21  |
| 4.  | One Night Stand             | 2:53  |
| 5.  | Oh, California!             | 2:41  |
| 6.  | Another Friday Night        | 4:32  |
| 7.  | Family Band                 | 2:38  |
| 8.  | Midnight Carousel           | 3:43  |
| 9.  | Waiting for the Moving Van  | 3:39  |
| 10. | Blues for Billy Whitecloud  | 2:41  |
| 11. | Montana Song                | 10:04 |